# Compañía Peruana de Teléfonos (fútbol)
La Compañía Peruana de Teléfonos o simplemente CPT fue un club de fútbol perteneciente a la liga de Cercado de Lima y uno de los finalistas en la Copa Perú de 1975.

## Historia
La Compañía Peruana de Teléfonos fue un club de fútbol, formado por trabajadores de la empresa estatal Compañía Peruana de Teléfonos S.A. Se inscribe en la liga de Cercado de Lima, donde en 1974, el CPT logra el título. Participa en la Liga Provincial de Lima Metropolitana, ubicándose en el tercer puesto en la Serie B. Para 1975, logra el título nuevamente, accediendo a la liga provincial. En esta época, la liga Provincial de Lima Metropolitana desempeñaba papel equivalente de segunda división cuando esta, estaba desactivada por el gobierno de turno. Sin embargo, formaba parte del Torneo de la Copa Perú.
En el mismo año participa en la Segunda División junto a Papelera Atlas, CITSA, Helvético, Universidad Villareal de Miraflores  y Bata Sol. En esa época, la segunda estaba formada por los mejores equipos de la Provincial de Lima Metropolitana e integrada como parte del sistema de la Copa Perú. Logra el título de la segunda y se enfrenta con los mejores de la Departamental de Lima: Aurora Miraflores y Atlético Independiente. CPT derrota a ambos cuadros y clasificando diversas etapas hasta llegar ser finalista de la Copa Perú.
La Compañía Peruana de Teléfonos, en el cuadrangular final pierde contra Atlético Torino y Sportivo Huracán. Derrota por 1 - 0 al  Deportivo Sima y se posiciona en el tercer puesto del campeonato. Para la temporada de 1993, el club logró el título de la Primera División de Cercado de Lima clasificando a la primera fase del torneo de Interligas de Lima. Posteriormente, CPT fue eliminado. Luego para el siguiente año, logra nuevamente el título de la  Liga de Cercado de Lima. Clasifica a las Interligas de Lima y alcanza hasta 4º puesto del torneo Zona Norte. 
Finalmente, CPT continuó participando en la Primera División de Cercado de Lima por varios años más hasta su desaparición.

## Uniforme
- Uniforme titular: Camiseta celeste clara, pantalón blanco, medias blancas.
- Uniforme alterno: Camiseta celeste clara, pantalón blanco, medias celestes.

## Palmarés

### Torneos Regionales
- Cercado de Lima (4): 1974, 1975, 1993 y 1994.

### Torneos Nacionales
- Copa Perú IX Región Metropolitana (1): 1975.
- Tercer Puesto de la Copa Perú (1): 1975.

## Jugadores
- César Loayza.
- Julio César Herrera.
- Zúñiga.
- Huapaya.
- Deza.
- Ramírez.
- Hernández.
- Dávila.
- Velásquez.
- Torrico.
- Elías.

## Entrenadores
- Oscar Salas (1975)